# Estela de Raimondi
L'estela de Raimondi és un monòlit o escultura pètria de forma de paral·lelepípede, amb un dels costats decorat en relleu pla, que representa un ésser mític. Pertany a la cultura chavín del Perú, de l'època preinca.
Descoberta a Chavín de Huántar, l'anomenaren estela de Raimondi en homenatge al naturalista i geògraf italià Antonio Raimondi, que promogué traslladar-la a Lima per al seu estudi i conservació.
Aquest monòlit reflecteix l'estil artístic de la cultura chavín que s'expandí especialment a la província de Huari, i que fou un dels principals centres religiosos i culturals de l'hemisferi occidental.
Fou el primer objecte d'estil chavín que es donà a conèixer. És una llosa de granit d'1,98 m d'alt per 74 cm d'ample i 17 cm de grossor, que té tallada en una de les cares la representació de la divinitat principal dels chavins en l'època del temple Nou. El personatge representat correspon a una deïtat antropomorfa felinitzada, dempeus, vista de front, amb els braços oberts, sostenint a cada mà una espècie de bàculs. Les mans i peus acaben en urpes. La figura s'assembla al déu Viracocha retratat a la porta del Sol de la cultura tiahuanaco, ja que també subjecta dues vares, bàculs o bastons.
Hui es troba conservada al Museu Nacional d'Arqueologia, Antropologia i Història del Perú, al districte de Poble Lliure, a Lima.

## Descobriment

Reproducció gràfica de l'estela de Raimondi

Aquest monòlit, el descobrí al 1840 Timoteo Espinoza, veí del poble de Chavín, quan removia un camp proper al temple o castell. Espinoza se'l portà a sa casa i el col·locà al seu pati amb el costat dels relleus sobre el sòl, utilitzant-la com a taula. No obstant l'anècdota del fet, cal destacar que gràcies a l'ocurrència del camperol es mantingueren en bon estat els dibuixos gravats en l'escultura; també se salvà de caure en altres mans que molt possiblement l'hagueren usat com a material de construcció, com ha ocorregut amb altres esteles o monòlits chavins. Temps després el trobà l'historiador José Toribio Polo, quan feia una visita a les ruïnes de Chavín, en qualitat de secretari de la prefectura de Huaraz i professor del Col·legi Nacional "La Llibertat" (1871). Anys abans, però, cap al 1860, el viatger italià Antonio Raimondi havia ja recorregut la regió i visitat Chavín. El 1873 aquest savi publicar el llibre El departament d'Ancash i les seues riqueses minerals, en què esmentava el monòlit, dient textualment:
| « | Del mateix castell s'ha desenterrat una pedra de granit de forma rectangular, d'1,98 m de llarg, 0,74 d'ample i 0,15 de grossor, amb dibuixos encara més complicats que els de la columna […] Aquesta pedra té un gran valor, per la complicació i bellesa del disseny, per la finesa i sorprendent simetria que es nota en un dibuix tan difícil, que el millor artista no hauria pogut fer-lo més perfecte. És per si mateixa un preciós monument que caldria conservar amb molta cura al Museo Nacional, perquè dona una exacta idea del gran desenvolupament que havia assolit el simbolisme, el dibuix i l'art de treballar la pedra entre els antics indis. | » |

Prenent nota de la recomanació de Raimondi, el govern del Perú disposà traslladar la pedra a Lima, on fou coneguda com l'estela de Raimondi (1873). Inicialment s'exhibia a l'entrada del Palau de l'Exposició, inaugurat poc abans pel president José Balta. Es registrà en l'inventari del Museu d'Història amb el número 3600.
El 1881 se salvà fortuïtament del pillatge de les tropes xilenes que envaïren Lima. Durant el desordre dels aldarulls, mentre els invasors es dedicaven a saquejar els museus de la capital peruana, el monòlit caigué a terra mostrant només la part posterior, que és llisa, sense cap relleu. Els saquejadors pensaren que era una simple llosa de pedra sense valor i per això no se l'endugueren.
Durant deu anys estigué al Museu Antropològic de l'av. Alfonso Ugarte. Posteriorment la traslladaren al Museu d'Antropologia, Arqueologia i Història del Poble Lliure, on és a hores d'ara. El terratrèmol de 1940 a tirà a terra i se n'esquerdà un cantó.

## Cronologia
Segons John Rowe, l'estela pertany a una etapa tardana de l'expansió chavín, contemporània a algunes de les fases de la ceràmica Paracas (cap al 200 ae). Es devia exhibir a la part principal del temple Nou de Chavín de Huántar, exposada públicament per ser reverenciada pels pelegrins que venien de tot arreu del món andí. En canvi, el Lanzón monolític, un altre important monòlit, estava ocult en una galeria subterrània del temple Vell, on només podrien entrar els nobles i els sacerdots.

## Disseny
La figura central de l'estela és un ésser mitològic, amb els braços oberts; sosté dos grans bastons o bàculs, decorats amb intricats dibuixos de felins i serps de notable qualitat artística. El déu està parat i mira de cara, amb expressió severa. Té la boca amb ullals de fèlid, i les mans i cames acaben en urpes del mateix espècimen, de llargues ungles. Porta a la cintura el que sembla un cinturó del qual ixen dos parells de colobres. Al cap té el que a ull nu sembla una gegantesca mitra o tocat del qual brollen serps a manera de cabellera, que cobreix quasi dos terços de l'escultura; hi ha diverses interpretacions, però, quant al que veritablement representa.

## Interpretacions
Julio C. Tello feu una minuciosa descripció de l'estela. Segons el seu criteri, la imatge representava un déu jaguar coronat amb una enorme mitra o tocat ritual, i seria un antecedent del déu Viracocha, pels dos bàculs que porta a les mans. Per a aquest arqueòleg la representació d'un déu jaguar, animal propi de la selva, provava la seua tesi de l'origen amazònic de Chavín. Actualment, aquesta tesi està molt qüestionada.
Un altre cèlebre arqueòleg, l'alemany Max Uhle, considerava que les expressions iconogràfiques del monòlit derivaven de l'estil nazca i interpretava la figura com un felí-humà, del cap del qual es desprèn una escolopendra o potser un diplòpode amb les potes estilitzades en forma de bastons o colobres.
Federico Kauffmann Doig sosté que és un déu humanitzat amb atributs combinats de felí i d'au rapinyaire. Al seu parer, el que per Uhle era una escolopendra i per a Tello una mitra, són ales i plomes estilitzades que s'han de veure com a prolongació de l'esquena de la deïtat, a manera de capa. En altres paraules, el cos superior que es veu damunt del cap del déu seria en realitat la seua esquena desplegada, amb ales estilitzades. Kauffmann ha denominat aquesta divinitat piscoruna-pumapasim (en quíxua: home-au amb boca atigrada). Aquest “fèlid volador” estaria relacionat amb el culte a l'aigua i la invocació a la fertilitat, de tanta importància en les civilitzacions agrícoles del Perú.